# Roche Bobois
Roche Bobois — французский ритейлер мебели, диванов и аксессуаров класса «люкс».

## История
В 1950 году, познакомившись на Копенгагенской мебельной ярмарке, Филипп и Франсуа Рош (Philippe and François Roche), а также Жан-Клод (Jean-Claude) и Патрик Шучан (Patrick Chouchan) объединили свои усилия для импорта скандинавской мебели в Париж. Вскоре после этого они добавили к своему ассортименту скандинавскую подарочную посуду, такую как текстиль, столовые приборы или гобелены.
1961: первая совместная национальная рекламная кампания была запущена в журнале Elle. С тех пор ежегодно проводится две кампании в течение почти 50 лет. Создание первого совместного каталога и разработка единой национальной сети франшиз на основе только розничной торговли без права собственности на производственный ресурс — революционная бизнес-модель того времени.
1965: открытие первого выставочного зала за пределами Франции в Бельгии.
В 1970 году Филипп Рош и его коллеги во время поездки в Германию встречаются с дизайнером Гансом Хопфером. Дизайн последнего дивана, который позволяет вам «жить на уровне земли», первоначально называвшегося «Lounge», под новым названием «Mah Jong» стал самым продаваемым дизайном диванов Roche Bobois с 1990 года.
1973: открытие первого выставочного зала в Канаде.
1974: открытие первых выставочных залов Roche Bobois в США и Испании.
1980-е: предложение Roche Bobois расширяется с развитием коллекции Provinciales, предназначенной для новых владельцев загородных домов.
1990-е годы: развитие коллекции Voyages, созданной в ответ на спрос на мебель в этническом стиле
1995: открытие первого выставочного зала в Италии.
Начало XXI века:
- Усиление международного развития сети шоурумов.
- Развитие партнёрских отношений с дизайнерами и архитекторами, которые начинают разрабатывать изделия специально для Roche Bobois

2004: открыт первый выставочный зал в Китае. Открыт 100-й выставочный зал за рубежом.
2009: запущена серия тематических конкурсов дизайна, направленных на поддержку новых талантов. Первый конкурс, организованный в Китае, приводит к разработке и изготовлению пресс-формы Ava, созданной китайским дизайнером и изготовленной итальянским производителем. Впоследствии соревнования проводились в Марокко и совсем недавно в Великобритании (победитель будет объявлен в ближайшее время).
Декабрь 2011: Филипп Рош, соучредитель марки Roche Bobois мебели, умер, в возрасте 77 лет
С 2011 года Roche Bobois выпускает новую коллекцию каждые шесть месяцев. Бренд имеет 250 выставочных залов, 80 из которых являются собственностью корпорации и расположены в 45 странах.
В 2017 году в Токио открылся первый выставочный зал бренда в Японии. Который вошёл в сеть более 250 шоурумов в 55 странах.
В том же году Roche Bobois отпраздновал десятую годовщину книжного шкафа Legend, разработанного Кристофом Делькуртом, который был первой полностью экологичной коллекцией для французского бренда.